# Min lilla Elin, min dotter snäll
Min lilla Elin, min dotter snäll är en barnpsalm med sex 7-radiga verser utan refrängtext av okänd författare. Psalmen har en sedelärande berättande karaktär. Psalmen sjungs till samma melodi som psalm 55 i Herde-Rösten 1892 I Bibeln finnes en vallfärdssång.

## Publicerad i
- Herde-Rösten 1892 som nr 54 under rubriken "Barnsånger" med titeln "Lilla Elin".